# 插甸镇
插甸镇，是中华人民共和国云南省楚雄彝族自治州武定县下辖的一个乡镇级行政单位。
2014年4月18日，云南省人民政府批复同意撤销插甸乡，设立插甸镇。

## 行政区划
插甸镇下辖以下地区：
插甸村、安德村、古普村、哪吐村、增益村、和尚庄村、老木坝村、康照村、水城村、上沾良村、乐茂河村和安拉村。